# Proagosternus rubigineus
Proagosternus rubigineus är en skalbaggsart som beskrevs av Leon Fairmaire 1903. Proagosternus rubigineus ingår i släktet Proagosternus och familjen Melolonthidae. Inga underarter finns listade i Catalogue of Life.